# Ian Mercer
Ian Mercer (Oldham, 10 luglio 1961) è un attore britannico.

## Biografia
È sposato con Susan Fennwick da cui ha avuto due figli, Scarlett e Ruby.

## Filmografia parziale
- Master & Commander - Sfida ai confini del mare (Master and Commander: The Far Side of the World), regia di Peter Weir (2003)
- Lassie, regia di Charles Sturridge (2005)
- I Love Radio Rock (The Boat That Rocked), regia di Richard Curtis (2009)
- Creation, regia di Jon Amiel (2009)
- Pirati dei Caraibi - Oltre i confini del mare (Pirates of the Caribbean: On Stranger Tides), regia di Rob Marshall (2011)
- The Legend of Tarzan, regia di David Yates (2016)
- Peterloo, regia di Mike Leigh (2018)